# Sierra Leone a 2012. évi nyári olimpiai játékokon
Sierra Leone a nagy-britanniai Londonban megrendezett 2012. évi nyári olimpiai játékok egyik részt vevő nemzete volt. Az országot az olimpián 1 sportágban 2 sportoló képviselte, akik érmet nem szereztek.

## Atlétika
Férfi

| Versenyző     | Versenyszám | Előfutam | Előfutam | Előfutam | Elődöntő | Elődöntő | Elődöntő | Döntő   | Döntő    |
| Versenyző     | Versenyszám | Idő      | Hely.    | Össz.    | Idő      | Hely.    | Össz.    | Idő     | Helyezés |
| ------------- | ----------- | -------- | -------- | -------- | -------- | -------- | -------- | ------- | -------- |
| Ibrahim Turay | 200 m       | 21,90    | 8.       | 51.      | kiesett  | kiesett  | kiesett  | kiesett | kiesett  |

Női

| Versenyző | Versenyszám | Selejtező | Selejtező | Döntő    | Döntő    |
| Versenyző | Versenyszám | Eredmény  | Helyezés  | Eredmény | Helyezés |
| --------- | ----------- | --------- | --------- | -------- | -------- |
| Ola Sesay | Távolugrás  | 622 cm    | 23.       | kiesett  | kiesett  |